# Imre Csősz
Imre Csősz (Debrecen, 31 de mayo de 1969) es un deportista húngaro que compitió en judo.
Participó en los Juegos Olímpicos de Barcelona 1992, obteniendo una medalla de bronce en la categoría de +95 kg. Ganó una medalla de bronce en el Campeonato Mundial de Judo de 1991 y dos medallas en el Campeonato Europeo de Judo, oro en 1995 y bronce en 1998.

## Palmarés internacional
| Juegos Olímpicos   | Juegos Olímpicos         | Juegos Olímpicos  | Juegos Olímpicos |
| Año                | Lugar                    | Medalla           | Categoría        |
| ------------------ | ------------------------ | ----------------- | ---------------- |
| 1992               | Barcelona (España)       | Medalla de bronce | +95 kg           |
| Campeonato Mundial |                          |                   |                  |
| Año                | Lugar                    | Medalla           | Categoría        |
| 1991               | Barcelona (España)       | Medalla de bronce | Abierta          |
| Campeonato Europeo |                          |                   |                  |
| Año                | Lugar                    | Medalla           | Categoría        |
| 1995               | Birmingham (Reino Unido) | Medalla de oro    | Abierta          |
| 1998               | Oviedo (España)          | Medalla de bronce | +100 kg          |